# Rum and Raybans
Rum and Raybans is de tweede single van het album Back 2 Life van de Jamaicaanse zanger Sean Kingston met vocalen van de Britse zangeres Cher Lloyd. Het nummer is niet in Nederland en België uitgebracht.

## Videoclip
De videoclip werd op 16 oktober 2012 op YouTube gezet. De kijker ziet Sean Kingston met andere mensen feesten. In de videoclip ontbreekt Cher Lloyd, terwijl de Amerikaanse artiest Chris Brown wel een aantal keren in muziekvideo te zien is.

## Tracklist

### Rum and Raybans —EP
| Rum and Raybands (featuring Cher Lloyd)                 |  |  | 3:32 |
| Rum and Raybands (clean version) (featuring Cher Lloyd) |  |  | 3:32 |